# Le Cambre d'Aze
 (mai 2018).
Si vous disposez d'ouvrages ou d'articles de référence ou si vous connaissez des sites web de qualité traitant du thème abordé ici, merci de compléter l'article en donnant les références utiles à sa vérifiabilité et en les liant à la section « Notes et références ».
Cambre d'Aze est une station de ski alpin des Pyrénées françaises située dans le département des Pyrénées-Orientales sur les versants du Cambre d'Aze, un massif culminant à 2 750 mètres d'altitude, et accessible par le village de Saint-Pierre-dels-Forcats (depuis Perpignan) ou par le village d'Eyne (depuis Toulouse ou Barcelone). La station propose également des circuits en ski de randonnée et de raquettes, deux espaces débutants, deux espaces luges et une cascade de glace. 
En été, le domaine est un terrain propice à différentes activités sportives (vtt, escalade, randonnée, balade archéologique...) et culturelles car la vallée d’Eyne, classée réserve naturelle, abrite de nombreuses espèces endémiques rares et protégées.

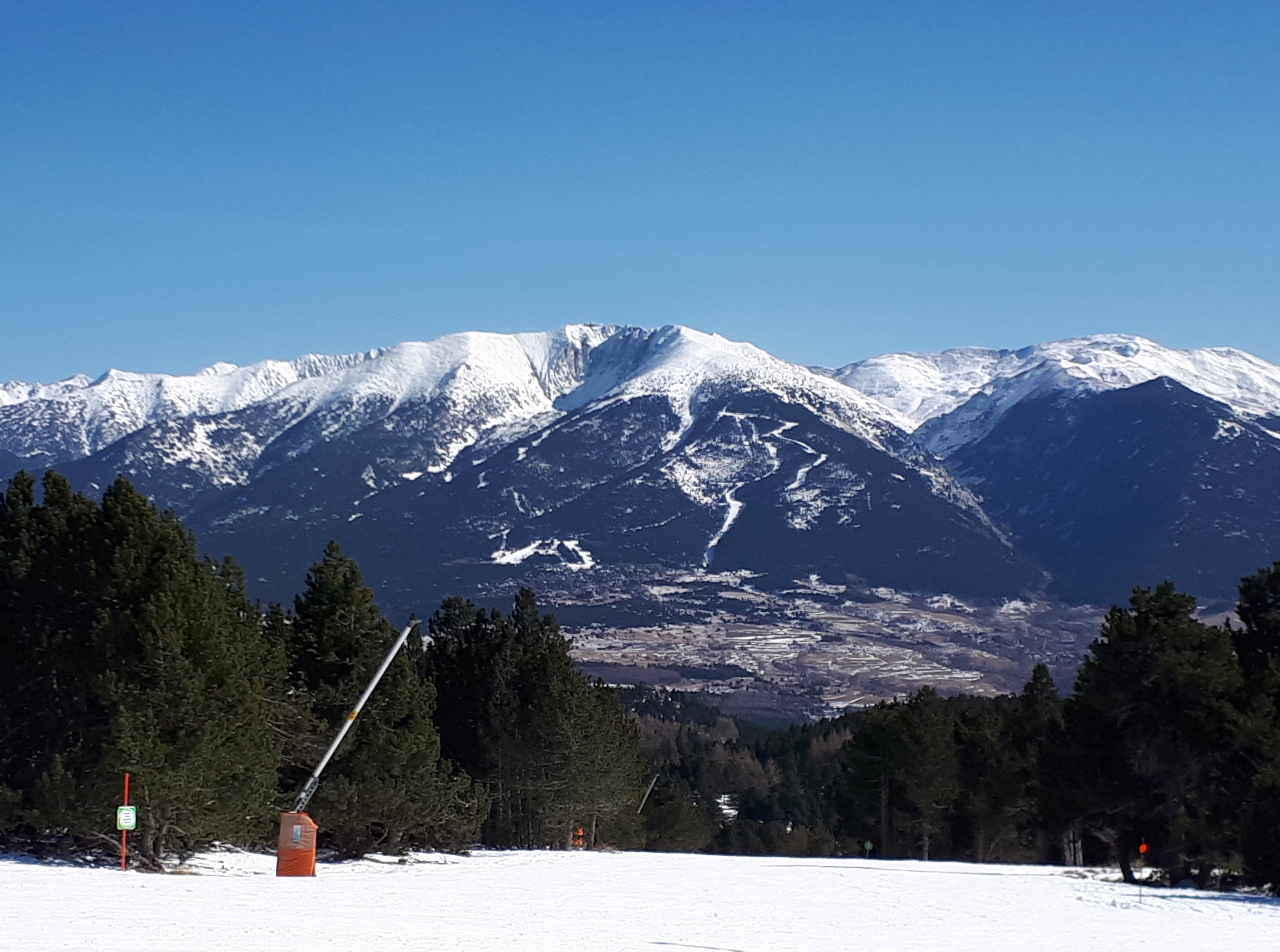
La station de ski Cambre d'Aze.

## Géographie
La station du Cambre d'Aze est située sur le territoire des communes d'Eyne et de Saint-Pierre-dels-Forcats.

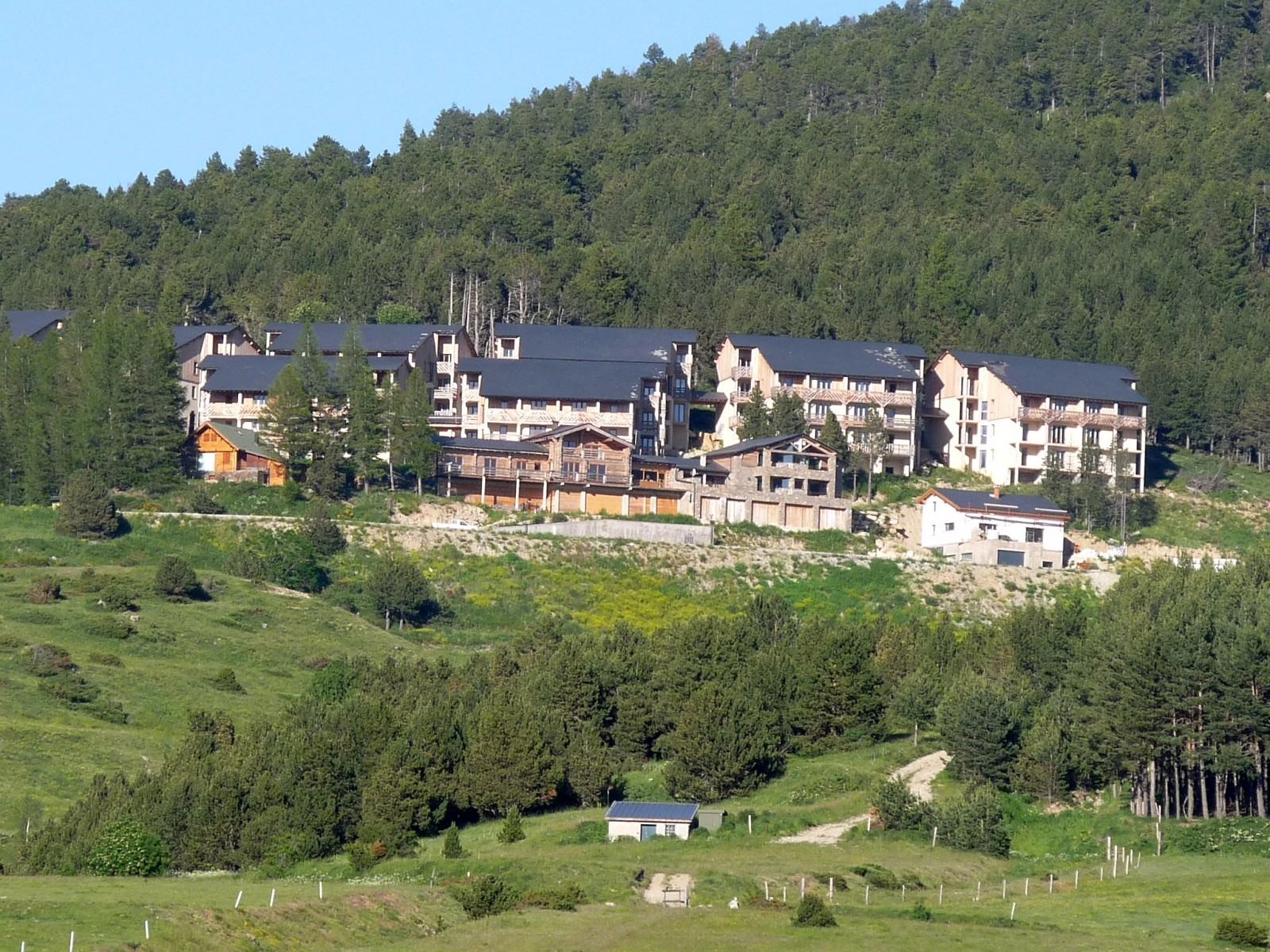
Eyne 1600 vue du bourg d'Eyne

## Histoire
La station de Saint-Pierre-dels-Forcats a été construite en 1971, suivie un an après par la commune d’Eyne qui décide de bâtir le village station ex nihilo Eyne 2600. Ces deux stations fusionnent en 1999 sous l’impulsion des deux mairies sous le nom "Espace Cambre d'Aze", désormais "Cambre d'Aze".